# Дельфійський оракул

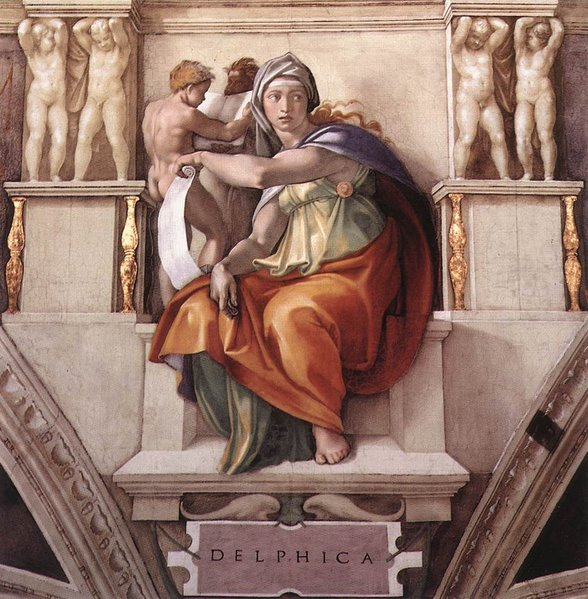
Дельфійська піфія, Мікеланджело

Дельфійський оракул — оракул при храмі Аполлона у Дельфах — одному з найдавніших релігійних центрів Стародавньої Греції.
З питаннями до Дельфійського оракула зверталися як окремі громадяни, так і представники держав. Віщунка — Піфія в стані екстазу відповідала на запитання, які подавались кимось із жерців у віршованій формі. Відповіді Піфії мали значення пророцтв, даних Аполлоном. Пророцтва Дельфійського оракула збереглися у Геродота та в інших джерелах. Хоча Дельфійський оракул користувався у Стародавній Греції великою пошаною, широко відома орієнтація дельфійського жрецтва на аристократичні і консервативні верстви грецьких полісів. Наприклад, підтримка Спарти в Пелопоннеській війні проти Афін не раз викликала критику з боку прогресивних громадських діячів і мислителів, таких як Евріпід, Сократ та ін.

## Міфологія
Початково оракул належав Геї та охоронявся драконом Піфоном, через що саме місце називалося Піфо (грец. Πύθω — піддавати гниттю). Першою пророчицею Геї була гірська німфа Дафна (грец. Ἡ δάφνη — лавр). Від матері Геї Феміда отримала Дельфійського оракула, якого передала сестрі Фебі, а остання — онуку Аполлону, який, навчившись мистецтву прорікання у Пана, прибув у Дельфи, де вбив дракона Піфона і заволодів оракулом.
Темні хтонічні пророцтва сина Землі поступилися місцем волі Зевса, батька богів і організатора нового олімпійського космічного порядку, виразником якої виступив «метальник сонячних променів», що викликають в землі випаровування для прорікання. Після поразки дракона Аполлон зібрав його попіл у саркофаг і встановив траурні Піфійські ігри на честь Піфона. Потім Аполлон вирушив шукати жерців для свого храму. У морі він побачив корабель, який йшов з Кноса. Обернувшись дельфіном, він силою своїх чарів привів корабель у Крісу, де відкрився морякам і розповів про їх призначення. У Крісі моряки спорудили жертовник Аполлону і він був названий Дельфійським, на честь образу, в якому Аполлон їм з'явився. З Кріси моряки вирушили до Парнасу, де стали першими жерцями храму Аполлона. Бджоли принесли з країни гіпербореїв храм з воску, і усі наступні храми споруджувалися за його зразком.
За міфами, святилищ оракула було кілька, які змінювали одне одне. Перше святилище було зроблене з бджолиного воску і пір'я, друге сплетене з листя папороті, третє — з лаврових гілок, четверте бог Гефест виготовив з бронзи і прикрасив дах золотими співочими птахами. Це святилище провалилося під землю, а п'яте, побудоване з обтесаного каменю, було пошкоджене при пожежі у 489 р до н. е. На його місці було побудовано останнє святилище.

## Історія
Археологічні розкопки, що проводяться з кінця 19 століття, показали, що Касталійська ущелина була заселена з середини другого тисячоліття до н. е., a релігійна значимість Дельф сягає корінням в мікенської доби. Міфи про Піфона свідчать про доаполлонівський культ, про догрецькі витоки оракула. Ще Гомер в «Іліаді» пише про «храм Феби у Пфосі». Павсаній у своїй праці «Опис Елліади» розповідає про чотири послідовно побудовані храми: з лаврового дерева, з воску й пір'я, з міді й каменю. Кам'яний храм, побудований в середині 7 століття до н. е. Агамедом та Трофонієм згорів у 548 до н. е. і був замінений новим, побудованим дельфійськими амфіктіонами, який був зруйнований землетрусом у 373 до н. е.
Нинішні руїни є залишками споруди 369 — 339 років до н. е. Оскільки Аполлон вважався покровителем колоніальних експедицій і новозаснованих міст, то перед початком нової експедиції було заведено звертатися до оракула. Завдяки цьому храм Аполлона став своєрідним центром грецької колоніальної політики, який контролювали жерці оракула. У підданство приймалися новостворювані храми в різних кінцях Середземного моря. Були налагоджені стосунки із етруською династією Тарквініїв у Римі за посередництвом Куманського храму. Після падіння цієї династії (510 до н. е.) дельфійські жерці, сприяючи перенесенню оракулів Куманської Сивіли до Риму, змогли вплинути на поступову еллінізацію римської релігії.
Розквіт Дельфійського оракула припадає до 7-5 століть до н. е., коли він виступав посередником у міжполісних конфліктах. Зазвичай з усіх важливих питань державного і особистого життя за порадою зверталися до оракула. Був здійснений політичний союз зі Спартою, яка стала світським мечем храму. У Дельфи поспішали посольства з багатими дарами з багатьох царств Стародавнього світу. Мідас подарував храму золотий трон. Крез був шанувальником дельфійського Аполлона. Ослаблення впливу храму почалося з часів греко-перських війн, коли Дельфи перейшли на бік персів, сподіваючись стати релігійним центром Перської імперії. Але ще за часів римського панування в храмі зберігалися грошові вклади з різних районів Середземномор'я.
Храм неодноразово був пограбований, горів під час навали галлів у 279 до н. е., а при імператорі Феодосії (391 нашої ери) його остаточно закрили.